# Saint-Jacques-le-Majeur-de-Wolfestown
Saint-Jacques-le-Majeur-de-Wolfestown är en kommun av typen socken (municipalité de paroisse) i provinsen Québec i Kanada. Den ligger i regionen Chaudière-Appalaches, i den sydöstra delen av landet, 300 km öster om huvudstaden Ottawa. Antalet invånare var 186 vid folkräkningen 2021. Landarean är 59 kvadratkilometer.